# Сейм Литовской Республики I созыва

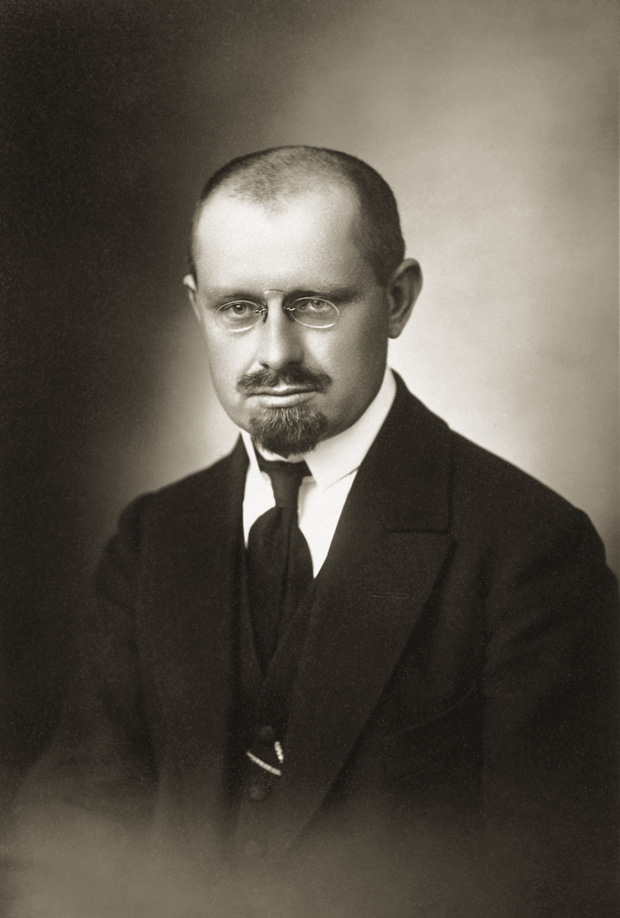
Президент Александрас Стульгинскис.

Сейм Литовской Республики I созыва (лит. Pirmasis Lietuvos Respublikos Seimas) — первый парламент (сейм), избранный демократическим путем в Литве после провозглашения ею независимости 16 февраля 1918 года. Сформированный по результатам первых парламентских выборов в Литве, состоявшихся 10-11 октября 1922 года, Сейм пришёл на смену Учредительному сейму, который принял окончательную редакцию конституции 1 августа 1922 года. Сейм избрал Александраса Стульгинскиса президентом Литвы.
| Результаты выборов в Сейм в 1922 году | Результаты выборов в Сейм в 1922 году |
| Партия                                | Мест                                  |
| ------------------------------------- | ------------------------------------- |
| Крестьянский народный союз (LVLS)     | 20                                    |
| Христианские демократы (LKDP)         | 15                                    |
| Союз фермеров (LŪS)                   | 12                                    |
| Федерация труда (LDF)                 | 11                                    |
| Социал-демократы (LSDP)               | 10                                    |
| Профсоюзы рабочих (коммунисты)        | 5                                     |
| Меньшинства: евреи (3) и поляки (2)   | 5                                     |
| Всего                                 | 78                                    |

Эрнестасу Галванаускасу как новому премьер-министру было поручено сформировать новый кабинет министров. Однако ни одна коалиция не смогла собрать большинство голосов и сейм оказался в парламентском кризисе: Галванаускас сформировал два кабинета и оба получили по 38 голосов "за" и "против". Поскольку сейм дальше так работать не мог, 12 марта 1923 года он был распущен. Новые выборы были проведены в мае 1923 года.
Этот сейм столкнулся с двумя значительными международными вопросами: переговоры по Виленскому краю и Клайпедскому краю. 20 ноября 1922 года сейм санкционировал Мемельское восстание, начавшееся в январе. Клайпеда (Мемель) стала автономной областью Литвы. 15 марта 1923 года, частично реагируя на январский мятеж, Конференция послов подтвердила новую демаркационную линию между Польшей и Литвой и западные государства считали Виленский спор улаженным, несмотря на протесты Литвы.

## Депутаты
1. Юозас Акменскис — ЛХДП
2. Тадас Алелиунас — ЛХДП
3. Казис Амброзайтис — ЛХДП
4. Габриэлус Багджиус -
5. Стасис Балчас — ЛХДП
6. Йосель Бергер -
7. Викторас Бержинскас — ЛХДП
8. Витаутас Пранас Бичунас — ЛХДП
9. Ляонас Бистрас — ЛХДП
10. Юозас Боркертас -
11. Юдель Бруцкус — нац. мен. (еврей)
12. Адамс Будрейка — ЛСДП
13. Винцас Чепинскис — ЛСДП
14. Юргис Даукшис — ЛСДП*
15. Казис Доминас — кооператоры
16. Елизеюс Драугелис — LŪS
17. Магдалена Драугялите-Галдикене — ЛХДП
18. Винкас Галинис — ЛСДП
19. Лейб Гарфункель — нац. мен. (еврей)
20. Казис Гринюс — ЛНСК
21. Пятрас Йочис — ЛХДП
22. Казимерас Йокантас — LŪS
23. Петр Йосюкас -
24. Владас Юргутис — ЛХДП*
25. Стяпонас Кайрис — ЛСДП
26. Йонас Карделис — ЛНСК
27. Андрюс Кардишаускас — ЛХДП
28. Винцас Кароблис — LŪS
29. Вацлав Касакайтис -
30. Миколас Конкулявичюс -
31. Каликстас Конарскис -
32. Петрас Крегжде -
33. Хенрик Кремер — ЛСДП
34. Миколас Крупавичюс — ЛХДП
35. Йонас Кубицкис — кооператоры
36. Казис Кудла -
37. Повилас Кузьминскис — ЛНСК
38. Винцас приглашает — ЛНСК
39. Игнас Лапинскас -
40. Владас Лашас — ЛНСК
41. Бронислав Ляус — нац. мен. (поляк)
42. Пульгис Лумбис — ЛХДП
43. Йонас Макаускис — ЛНСК
44. Мечюс Маркаускас — ЛСДП
45. Казис Матулайтис — кооператоры
46. Винсент Милешка — ЛХДП
47. Феликс Микшис — ЛХДП
48. Повилас Моркунас -
49. Ладас Наткявичюс — ЛНСК
50. Повилас Норкунас -
51. Казимир Олека — ЛХДП
52. Габриеле Петкевичайте — ЛНСК
53. Антанас Пилкаускас -
54. Иеронимас Плечкайтис — ЛСДП
55. Владас Пожела — ЛСДП*
56. Люда Пуренене — ЛСДП
57. Витаутас Рачкаускас — ЛНСК
58. Пятрас Радзявичюс — ЛХДП
59. Пранас Радзявичюс — ЛНСК
60. Пранас Викторас Раулинайтис -
61. Систас Риаука — ЛХДП
62. Альбинас Римка — ЛНСК
63. Антанас Римкус -
64. Владас Скаржинскас -
65. Юозас Скириус — ЛХДП
66. Миколас Слежявичюс — ЛНСК
67. Эмилия Спудайте-Гвилдиене — ЛХДП
68. Зигма Старкус — ЛХДП
69. Йонас Стаугайтис — ЛНСК
70. Юстинас Стаугайтис — ЛХДП
71. Йонас Степонавичюс — ЛХДП
72. Александрас Стульгинскис — LŪS
73. Антанас Сугинтас -
74. Эляна Шабинене -
75. Стасис Шилингас — LŪS
76. Антанас Шмулькштис — ЛХДП
77. Казис Шукис -
78. Стасис Тиюнайтис — ЛХДП
79. Антанас Тиленис — ЛХДП
80. Зигмас Толюшис — ЛНСК
81. Александрас Торнау — ЛНСК
82. Антанас Туменас — ЛХДП
83. Йонас Урбонас — ЛХДП
84. Юозас Вайлокайтис — ЛХДП
85. Казимерас Венклаускис — ЛСДП
86. Йонас Вилейшис — ЛНСК
87. Пранас Вилунас — кооператоры
88. Казимеж Волковицкий — нац. мен. (поляк)
89. Балис Жигелис — ЛНСК

* — занимал депутатское кресло до декабря 1922 года.